# Lyman Frank Baum
Lyman Frank Baum (15 Mai, 1856 - 6 Mai, 1919) a fost un important scriitor american de cărți pentru copii, celebru în special pentru cartea Vrăjitorul din Oz (1900) și alte treisprezece cărți bazate pe aceasta și cu acțiunea tot pe Tărâmul din Oz. Tărâmul respectiv, ce conținea patru regiuni conduse de un rege, se mai numea și Orașul de Smarald din Oz. A mai scris alte nouă cărți fantastice (ca Viata și aventurile lui Moș Crăciun), 82 de povestiri scurte, circa 200 de poeme și alte lucrări.